# Turn- und Sportverein Unterhaching 1910 2023-2024
Questa voce raccoglie le informazioni riguardanti il Turn- und Sportverein Unterhaching 1910 nelle competizioni ufficiali della stagione 2023-2024.

## Stagione
Il Turn- und Sportverein Unterhaching 1910 partecipa alla stagione 2023-24 con la denominazione sponsorizzata Haching München.
Partecipa alla 1. Bundesliga, classificandosi all'undicesimo posto. In Coppa di Germania viene eliminato agli ottavi di finale dal Giesen, mentre in Coppa di Lega si classifica al dodicesimo posto.

## Organigramma societario
Area direttiva
- Presidente: Mihai Paduretu

Area tecnica
- Allenatore: Mircea Dudaş
- Allenatore in seconda: Stanislav Pochop
- Assistente allenatore: Adis Katanović, Mihai Paduretu, Nadine Cerny, Christian Laux, Rikardis Reitmayer
- Scoutman: Frank Kahlmann, Aleksandar Milovančević

Area sanitaria
- Medico: Alessandra Boscheri, Michael Röttinger, Thomas Stahl, Stephan Thiel
- Fisioterapista: Mandy Anders, Carolin Friedrich, Guerino Iannucci, Thomas Kuke

## Rosa
| N° | Nome                  | Ruolo | Data di nascita   | Nazionalità sportiva |
| -- | --------------------- | ----- | ----------------- | -------------------- |
| 2  | Mika Takano           | L     | 3 maggio 2008     | Germania             |
| 3  | Moritz Eckardt        | L     | 15 giugno 2001    | Germania             |
| 4  | Marcell Mikuláss-Koch | P     | 23 ottobre 2002   | Ungheria             |
| 5  | Florian Krenkel       | S     | 17 febbraio 2001  | Germania             |
| 6  | Paul Gehringer        | C     | 29 ottobre 2000   | Germania             |
| 7  | Austin Matautia       | S     | 6 febbraio 1998   | Stati Uniti          |
| 8  | Lars Ekeland          | S     | 9 ottobre 2003    | Norvegia             |
| 9  | Ian Schein            | S     | 6 marzo 2005      | Germania             |
| 10 | Daniel Günther        | C     | 24 ottobre 2005   | Germania             |
| 11 | Juro Petrusic         | O     | 22 maggio 2003    | Germania             |
| 13 | Mark Gumenjuk         | C     | 24 gennaio 2000   | Germania             |
| 15 | Rubén López           | C     | 30 maggio 1999    | Spagna               |
| 17 | Eric Paduretu         | P     | 20 settembre 1999 | Germania             |

## Mercato
| Acquisti | Acquisti        | Acquisti      | Acquisti   |
| R.       | Nome            | da            | Modalità   |
| -------- | --------------- | ------------- | ---------- |
| L        | Moritz Eckardt  | Netzhoppers   | definitivo |
| S        | Lars Ekeland    | Viking        | definitivo |
| C        | Rubén López     | Teruel        | definitivo |
| S        | Austin Matautia | Texas Tyrants | definitivo |
| S        | Ian Schein      | Herrsching    | definitivo |

| Cessioni                               | Cessioni          | Cessioni          | Cessioni   |
| R.                                     | Nome              | a                 | Modalità   |
| -------------------------------------- | ----------------- | ----------------- | ---------- |
| L                                      | Mohamed Chefai    | -                 | ritirato   |
| C                                      | Sebastian Rösler  | Bitterfeld-Wolfen | definitivo |
| S                                      | Patrick Rupprecht | Dachau            | definitivo |
| O                                      | Philipp Schumann  | Karlsruhe         | definitivo |
| Trasferimenti nel corso della stagione |                   |                   |            |
| C                                      | Rubén López       | Melilla           | definitivo |

## Risultati

### 1. Bundesliga

#### Girone di andata
| 1ª giornata - 29 ottobre 2023 Arena Kreis, Düren                                 | Dürener           | 3 - 1 | Unterhaching    | 25-15, 25-16, 23-25, 25-21        |
| 2ª giornata - 1º novembre 2023 Geothermie Arena, Unterhaching                    | Unterhaching      | 0 - 3 | Dachau          | 20-25, 14-25, 21-25               |
| 3ª giornata - 7 novembre 2023 Sporthalle FT 1844 Freiburg, Friburgo in Brisgovia | Freiburger        | 3 - 1 | Unterhaching    | 25-19, 25-17, 16-25, 25-21        |
| 4ª giornata - 12 novembre 2023 Geothermie Arena, Unterhaching                    | Unterhaching      | 2 - 3 | Karlsruhe       | 25-18, 22-25, 17-25, 25-23, 16-18 |
| 5ª giornata - 15 novembre 2023 LKH Arena, Luneburgo                              | Lüneburg          | 3 - 0 | Unterhaching    | 25-20, 25-16, 25-15               |
| 6ª giornata - 26 novembre 2023 Geothermie Arena, Unterhaching                    | Unterhaching      | 0 - 3 | Charlottenburg  | 25-27, 18-25, 18-25               |
| 7ª giornata - 2 dicembre 2023 Giesener Sporthalle, Giesen                        | Giesen            | 3 - 0 | Unterhaching    | 25-10, 25-10, 25-19               |
| 8ª giornata - 10 dicembre 2023 Geothermie Arena, Unterhaching                    | Unterhaching      | 3 - 1 | Netzhoppers     | 27-25, 25-21, 21-25, 25-16        |
| 9ª giornata - 15 dicembre 2023 Audi Dome, Herrsching am Ammersee                 | Herrsching        | 3 - 0 | Unterhaching    | 25-20, 26-24, 25-18               |
| 10ª giornata - 23 dicembre 2023 Geothermie Arena, Unterhaching                   | Unterhaching      | 1 - 3 | Friedrichshafen | 12-25, 17-25, 25-21, 22-25        |
| 11ª giornata - 30 dicembre 2023 Bernsteinhalle Friedersdorf, Muldestausee        | Bitterfeld-Wolfen | 3 - 1 | Unterhaching    | 25-21, 22-25, 25-20, 25-21        |

#### Girone di ritorno
| 12ª giornata - 4 gennaio 2024 Geothermie Arena, Unterhaching           | Unterhaching    | 0 - 3 | Dürener           | 17-25, 20-25, 21-25               |
| 13ª giornata - 7 gennaio 2024 Georg-Scherer-Halle, Dachau              | Dachau          | 3 - 0 | Unterhaching      | 25-20, 25-20, 25-17               |
| 14ª giornata - 14 gennaio 2024 Geothermie Arena, Unterhaching          | Unterhaching    | 3 - 0 | Freiburger        | 30-28, 25-20, 25-18               |
| 15ª giornata - 20 gennaio 2024 Lina-Radke-Halle, Karlsruhe             | Karlsruhe       | 3 - 2 | Unterhaching      | 25-19, 24-26, 18-25, 27-25, 15-13 |
| 16ª giornata - 28 gennaio 2024 Geothermie Arena, Unterhaching          | Unterhaching    | 0 - 3 | Lüneburg          | 17-25, 18-25, 16-25               |
| 17ª giornata - 3 febbraio 2024 Max-Schmeling-Halle, Berlino            | Charlottenburg  | 3 - 0 | Unterhaching      | 25-15, 25-8, 25-11                |
| 18ª giornata - 11 febbraio 2024 Geothermie Arena, Unterhaching         | Unterhaching    | 0 - 3 | Giesen            | 18-25, 17-25, 23-25               |
| 19ª giornata - 15 febbraio 2024 Paul-Dinter-Halle, Königs Wusterhausen | Netzhoppers     | 3 - 1 | Unterhaching      | 38-36, 25-22, 24-26, 25-19        |
| 20ª giornata - 18 febbraio 2024 Geothermie Arena, Unterhaching         | Unterhaching    | 1 - 3 | Herrsching        | 17-25, 19-25, 25-18, 23-25        |
| 21ª giornata - 24 febbraio 2024 Spacetech Arena, Friedrichshafen       | Friedrichshafen | 3 - 0 | Unterhaching      | 25-20, 25-21, 25-13               |
| 22ª giornata - 9 marzo 2024 Geothermie Arena, Unterhaching             | Unterhaching    | 0 - 3 | Bitterfeld-Wolfen | 21-25, 23-25, 18-25               |

### Coppa di Germania
| Ottavi di finale - 5 novembre 2023 Volksbank-Arena, Hildesheim | Giesen | 3 - 0 | Unterhaching | 25-15, 25-11, 25-16 |

### Coppa di Lega
| Ottavi di finale - 20 ottobre 2023 Sport- und Mehrzweckhalle, Giesen | Unterhaching | 0 - 2 | Karlsruhe    | 19-25, 16-25                      |
| 21 ottobre 2023 Volksbank-Arena, Hildesheim                          | Dachau       | 3 - 2 | Unterhaching | 25-18, 21-25, 25-16, 23-25, 15-11 |
| 22 ottobre 2023 Sport- und Mehrzweckhalle, Giesen                    | Netzhoppers  | 2 - 0 | Unterhaching | 26-24, 25-18                      |

## Statistiche

### Statistiche di squadra
| Competizione      | Punti | In casa | In casa | In casa | In trasferta | In trasferta | In trasferta | Totale | Totale | Totale |
| Competizione      | Punti | G       | V       | P       | G            | V            | P            | G      | V      | P      |
| ----------------- | ----- | ------- | ------- | ------- | ------------ | ------------ | ------------ | ------ | ------ | ------ |
| 1. Bundesliga     | 8     | 11      | 2       | 9       | 11           | 0            | 11           | 22     | 2      | 20     |
| Coppa di Germania | -     | 0       | 0       | 0       | 1            | 0            | 1            | 1      | 0      | 1      |
| Coppa di Lega     | -     | -       | -       | -       | -            | -            | -            | 3      | 0      | 3      |
| Totale            | -     | 11      | 2       | 9       | 12           | 0            | 12           | 26     | 2      | 24     |

G = partite giocate; V = partite vinte; P = partite perse

### Statistiche dei giocatori
| Giocatore        | 1. Bundesliga | 1. Bundesliga | 1. Bundesliga | 1. Bundesliga | 1. Bundesliga | Coppa di Germania | Coppa di Germania | Coppa di Germania | Coppa di Germania | Coppa di Germania | Coppa di Lega | Coppa di Lega | Coppa di Lega | Coppa di Lega | Coppa di Lega | Totale | Totale | Totale | Totale | Totale |
| Giocatore        | P             | PT            | AV            | MV            | BV            | P                 | PT                | AV                | MV                | BV                | P             | PT            | AV            | MV            | BV            | P      | PT     | AV     | MV     | BV     |
| ---------------- | ------------- | ------------- | ------------- | ------------- | ------------- | ----------------- | ----------------- | ----------------- | ----------------- | ----------------- | ------------- | ------------- | ------------- | ------------- | ------------- | ------ | ------ | ------ | ------ | ------ |
| M. Eckardt       | 22            | 0             | 0             | 0             | 0             | 1                 | 0                 | 0                 | 0                 | 0                 | 3             | 1             | 1             | 0             | 0             | 26     | 1      | 1      | 0      | 0      |
| L. Ekeland       | 16            | 66            | 51            | 8             | 7             | 1                 | 3                 | 3                 | 0                 | 0                 | 3             | 19            | 16            | 2             | 1             | 20     | 88     | 70     | 10     | 8      |
| P. Gehringer     | 15            | 6             | 5             | 1             | 0             | 1                 | 0                 | 0                 | 0                 | 0                 | 2             | 20            | 20            | 0             | 0             | 18     | 26     | 25     | 1      | 0      |
| M. Gumenjuk      | 20            | 68            | 50            | 14            | 4             | 1                 | 0                 | 0                 | 0                 | 0                 | 1             | 1             | 1             | 0             | 0             | 22     | 69     | 51     | 14     | 4      |
| D. Günther       | 14            | 42            | 28            | 9             | 5             | 1                 | 4                 | 4                 | 0                 | 0                 | 3             | 10            | 7             | 3             | 0             | 18     | 56     | 39     | 12     | 5      |
| F. Krenkel       | 22            | 138           | 116           | 9             | 13            | 1                 | 1                 | 1                 | 0                 | 0                 | 3             | 1             | 1             | 0             | 0             | 26     | 140    | 118    | 9      | 13     |
| R. López         | 22            | 145           | 89            | 48            | 8             | 1                 | 3                 | 2                 | 1                 | 0                 | 3             | 22            | 16            | 5             | 1             | 26     | 170    | 107    | 54     | 9      |
| A. Matautia      | 22            | 221           | 187           | 20            | 14            | 1                 | 5                 | 4                 | 1                 | 0                 | 3             | 29            | 21            | 2             | 6             | 26     | 255    | 212    | 23     | 20     |
| M. Mikuláss-Koch | 20            | 31            | 12            | 13            | 6             | 1                 | 0                 | 0                 | 0                 | 0                 | 1             | 0             | 0             | 0             | 0             | 22     | 31     | 12     | 13     | 6      |
| E. Paduretu      | 22            | 10            | 6             | 2             | 2             | 1                 | 0                 | 0                 | 0                 | 0                 | 3             | 5             | 2             | 3             | 0             | 26     | 15     | 8      | 5      | 2      |
| J. Petrusic      | 21            | 270           | 238           | 22            | 10            | 1                 | 3                 | 3                 | 0                 | 0                 | -             | -             | -             | -             | -             | 22     | 273    | 241    | 22     | 10     |
| I. Schein        | 15            | 16            | 12            | 3             | 1             | 1                 | 1                 | 0                 | 1                 | 0                 | 1             | 2             | 1             | 1             | 0             | 17     | 19     | 13     | 5      | 1      |
| M. Takano        | 0             | 0             | 0             | 0             | 0             | -                 | -                 | -                 | -                 | -                 | -             | -             | -             | -             | -             | 0      | 0      | 0      | 0      | 0      |

P = presenze; PT = punti totali; AV = attacchi vincenti; MV = muri vincenti; BV = battute vincenti